# Nightmare (песня)
Nightmare — песня американской группы Avenged Sevenfold, выпущенная как первый сингл их пятого студийного альбома Nightmare. Также это первая песня, выпущенная без бывшего барабанщика The Rev, умершего 28 декабря, 2009. Песня была выложена в Интернете 18 мая в США, и 21 мая 2010 по всему миру через iTunes, также, как и анимированное видео с текстом на YouTube. Превью к песне было выложено 6 мая на Amazon.com, но скоро была удалена по неизвестным причинам. Однако 10 мая, оригинальный 30-секундный отрывок был снова доступен, теперь в магазине SoundCloud.

## Список композиций
1. «Nightmare» — 6:16

Композиция Видеоклипа:
В самом начале Мэтта привязывают доктора, везут его по коридорам. Сами Avenged Sevenfold играют песню на чёрном фоне. По пути Мэтт видит разобранную барабанную установку с ползающим на ней пауком (намёк на смерть барабанщика Джеймса "The Rev" Салливана), а затем Заки Вэндженса, лежащего на полу в смирительной рубашке, и обезумевшую женщину. Позже к докторам и Мэтту присоединяется священник. Далее он видит Синистера, бьющегося головой о стекло, играющих в луже крови маленьких девочек, а также несколько обезумевших людей. Сверху, смотря на Мэтта, ползёт ещё один безумный. Во время соло на гитаре, Мэтт видит танцующего со скелетом Заки, смотрящего через разбитое стекло мужчину и психующих у стола людей. Перед докторами бегут двое мальчишек. Мэтта везут по коридорам, и он видит безумных людей (возможно, параноиков). Наконец, медики привозят его в комнату, где находится барабанная установка с эмблемой группы (ещё один намёк на смерть Салливана).

## Позиции в чарте
| Чарт                                    | Высшая позиция |
| --------------------------------------- | -------------- |
| US Billboard Hot 100                    | 51             |
| US Billboard Digital Songs              | 28             |
| US Billboard Heatseekers Songs          | 1              |
| US Billboard Hot Mainstream Rock Tracks | 21             |
| US Billboard Alternative Songs          | 24             |
| US Billboard Rock Songs                 | 22             |

## Исполнители
- М. Шадоус — главный вокал
- Синистер Гейтс — вокал-гитара, бэк-вокал
- Заки Вэндженс — ритм-гитара, бэк-вокал
- Джонни Крайст — бас-гитара, бэк-вокал
- Майк Портной — ударные
- The Rev — бэк-вокал